# Росинка (зупинний пункт)
Роси́нка — пасажирський зупинний пункт Запорізької дирекції Придніпровської залізниці на неелектрифікованій лінії Запоріжжя II — Пологи між станціями Фісаки (9 км) та Обща (4 км). Розташований поблизу сіл Одарівка та Любимівка Запорізького району Запорізької області. Поруч пролягає автошлях національного значення Н08 (Бориспіль — Запоріжжя — Маріуполь).

## Пасажирське сполучення
До російського вторгнення в Україну на зупинному пункті Росинка зупинялися приміські поїзди:
| Рух поїздів по зупинному пункту Росинка (до 2022 року) |                       |                          |
| №                                                      | Маршрут сполучення    | Періодичність курсування |
| 6841                                                   | Пологи — Запоріжжя II | Щоденно                  |
| 6844                                                   | Запоріжжя II — Пологи | Щоденно                  |
| 6849                                                   | Пологи — Запоріжжя II | Щоденно                  |
| 6852                                                   | Запоріжжя I — Пологи  | Щоденно                  |